# Cerneciciîna, Krasnopillea
Cerneciciîna (în ucraineană Чернеччина) este localitatea de reședință a comunei Cerneciciîna din raionul Krasnopillea, regiunea Sumî, Ucraina.

## Demografie
Componența lingvistică a localității Cerneciciîna
     Ucraineană (94,31%)
     Rusă (5,25%)
     Alte limbi (0,44%)
Conform recensământului din 2001, majoritatea populației localității Cerneciciîna era vorbitoare de ucraineană (94,31%), existând în minoritate și vorbitori de rusă (5,25%).